# María Berenice Duque Hencker

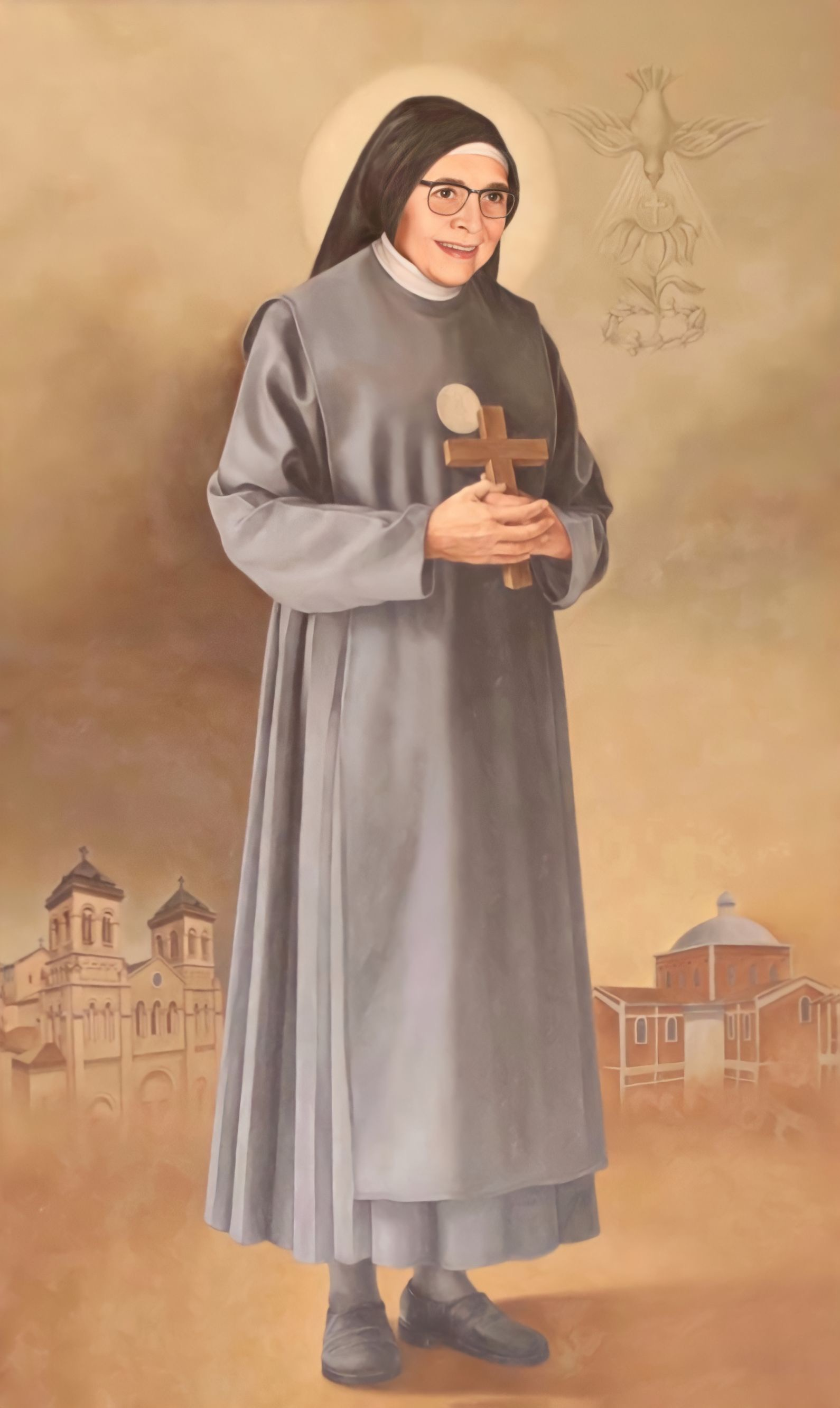
María Berenice Duque Hencker (1898–1993)

María Berenice Duque Hencker (* 14. August 1898 in Salamina in Kolumbien als María Ana Julia Duque Hencker; † 25. Juli 1993 in Medellín, Kolumbien) war eine kolumbianische römisch-katholische Ordensfrau und Gründerin der Kongregation der Hermanitas de la Anunciación (Kleine Schwestern von der Verkündigung Mariens). In der katholischen Kirche wird sie seit dem 29. Oktober 2022 als Selige verehrt.

## Leben

### Kindheit und Jugend
María Ana Julia Duque Hencker wurde als ältestes Kind von Antonio José Duque Botero und Ana Berenice Hencker Richter geboren. Sie hatte noch 18 Geschwister (5 von ihnen wurden später Priester oder Ordensschwester). Zwei Tage nach ihrer Geburt wurde sie getauft. Sie wuchs in einer liebevollen Familie auf, in der Religion, Glaube und Kirche eine große Rolle spielten. Am 31. Oktober 1902 empfing sie das Sakrament der Firmung. Sie lernte schnell und leicht, vor allem der Religionsunterricht faszinierte sie. Auf die Erstkommunion, die sie am 7. November 1905 empfing, wurde sie von ihrer Mutter und Sr. María Scholastika von den Dominikanerinnen vorbereitet. Als Jugendliche widmete sie sich der Malerei, der Stickerei und der Musik. Nach Abschluss ihrer Schulzeit wurde sie Lehrerin. In ihrer Pfarrei schloss sie sich der Gruppe der „Töchter Mariens“ an und wurde Katechetin.
María Ana Julia verspürte eine große Sehnsucht nach einem kontemplativen Leben, die sich in vielen stillen Kirchenbesuchen und Kreuzwegandachten äußerte. Bei der Lektüre geistlicher Bücher der heiligen Teresa von Ávila erkannte sie, dass die Spiritualität des Karmel ihren tiefsten Sehnsüchten entsprach. Deshalb bat sie um Aufnahme in das Karmelitinnenkloster in Bogotá. Während sie auf die Aufnahme in die Klausur wartete, nahm sie weiterhin am Familienleben teil und genoss die Zusammenkünfte mit Verwandten und Freunden. Ihrem Vater gefiel es nicht, dass seine älteste Tochter diesen Weg gewählt hatte; er hoffte, dass sie einen Ehemann finden würde. Dennoch unterstützte er seine Tochter auf ihrem Weg.

### Ordensleben
Als sie eines Tages beim Sticken saß, verspürte sie den inneren Drang, in die Krankenhauskapelle zu gehen und zu beichten. Nachdem sie mit dem Beichtvater gesprochen hatte, hörte sie seine Antwort: Sie solle nicht Karmelitin, sondern Dominikanerin werden. In der Gewissheit, dass der Rat des Beichtvaters Gottes Wille war, begann María Ana Julia mit Unterstützung ihrer Mutter und ihres Vaters die Vorbereitungen für den Eintritt in den Orden der Dominikanerinnen. Am 20. Dezember 1917 trat María Ana Julia in die Kongregation der Dominikanerinnen von der Darstellung Mariens im Tempel ein. Im folgenden Jahr legte sie die Ordenstracht an und nahm den Ordensnamen Berenice an, den Vornamen ihrer Mutter. Die Profess legte sie am 21. November 1919 ab.
Während sie innerlich weiter darum rang, ihre kontemplative Sehnsucht mit dem aktiven Leben der Dominikanerinnen in Einklang zu bringen, erwies sie sich an den Orten, an die die Oberin sie schickte, als hervorragende Erzieherin. 1935 wurde die Kongregation der Dominikanerinnen von der Darstellung Mariens im Tempel in mehrere Provinzen gegliedert. Sr. Berenice, die damals zur Provinz Medellín gehörte, betreute die Postulantinnen und Novizinnen und war für die Neuprofessen verantwortlich. Von 1938 bis 1942 besuchte sie oft das Viertel von Guayaquil, das als gefährlich galt, weil es ein Zufluchtsort für Drogenabhängige, Alkoholiker, Prostituierte und Kriminelle aller Art war. Ohne Vorbehalte ging sie auf die Menschen zu, um sie auf die Sakramente vorzubereiten und ihnen von der Liebe Gottes zu erzählen. Sie besuchte auch die Textilfabriken der Firma Coltejer, um die Arbeiter zu erreichen und ihnen den christlichen Glauben wieder näher zu bringen. Als Erzbischof Joaquín García Benítez von Medellín, Mutter María Inése, die Oberin der Dominikanerinnen, um eine Ordensfrau bat, die den Mädchen in den Stadtvierteln San Miguel und Los Angeles Stickereiunterricht erteilen sollte, wurde Sr. Berenice für diese Aufgabe ausgewählt.

### Neugründung
Schwester Berenice erkannte, dass viele Mädchen in eine Ordensgemeinschaft eintreten wollten, um ein gottgeweihtes Leben zu führen, es aber nicht konnten, weil ihnen die finanziellen Mittel fehlten, weil sie Töchter unverheirateter Eltern waren oder weil sie eine dunkle Hautfarbe hatten. Sie versuchte, diesen Mädchen und jungen Frauen zu helfen, und ihre Oberin, Mutter María Inés, schrieb an andere Ordensinstitute, ob junge Frauen mit beruflichen Problemen in ihre Kongregation aufgenommen werden könnten, aber die Antworten waren immer negativ.
Die Ablehnung der Mädchen verletzte Sr. Berenice selbst, und so beschloss sie, eine neue Gemeinschaft zu gründen. Am 14. Mai 1943 kamen zwölf Mädchen an, die sie in einem kleinen Haus aufnahm. Armut war an der Tagesordnung, die Frauen verdienten ihren Lebensunterhalt mit dem Verkauf von selbstgemachten Süßigkeiten, Wäsche waschen und Kleider flicken. Erzbischof García Benítez ermutigte Sr. Berenice auf dem Weg der Neugründung. Auch Mutter María Inés unterstützte Sr. Berenice, die immer noch den Dominikanerinnen angehörte, bei der Gründung der neuen Gemeinschaft. Nach einem einjährigen Auslandsaufenthalt 1946 in Frankreich im Auftrag der Dominikanerinnen gründete Sr. Berenice bald weitere Gemeinschaften. Sebastiano Baggio, Apostolischer Nuntius in Kolumbien, und dessen Nachfolger, Antonio Samorè, die ihr bei der Ausarbeitung der Konstitutionen und beim Erlangen der päpstlichen Approbation halfen. Am 3. Oktober 1950 approbierte Erzbischof García Benítez das Dekret über die kirchenrechtliche Errichtung der „Frommen Vereinigung der Kleinen Schwestern von der Verkündigung“. Am 2. Juli 1953 erhielt die Gemeinschaft die diözesane Bestätigung. 
Bereits am 7. Oktober 1950 hatte Mutter Teresa Augusta, die Generaloberin der Dominikanerinnen von der Darstellung, Sr. Berenice die Erlaubnis erteilt, sich ganz der Neugründung zu widmen. Am 23. Oktober 1953 legte sie schließlich das Ordensgewand der Dominikanerinnen ab und trug von nun an das Gewand der neuen Gemeinschaft. Sie legte die Ewigen Gelübde als Kleine Schwester von der Verkündigung ab und fügte ihrem Ordensnamen den Namen María hinzu. Als Generaloberin führte sie ihre Gemeinschaft weiter in die Zukunft. Fünfzehn Jahre nach ihrer Gründung, am 25. März 1958, erteilte Papst Pius XII. der Kongregation der Kleinen Schwestern von der Verkündigung durch das Decretum laudis die päpstliche Anerkennung.
Die Schwestern betreuten Kinder in den Häusern wohlhabender Familien in Medellín und kümmerten sich um die Ärmsten in Frauenwerkstätten, Kindergärten und Grundschulen. Die Gemeinschaft breitete sich über Kolumbien hinaus nach Spanien, Ecuador, Peru und Venezuela aus.
Am 15. August 1957 gründete Mutter María Berenice auf Bitten einiger junger farbiger Frauen, die an der kolumbianischen Küste lebten und sich vom damaligen Ordensleben ausgeschlossen fühlten, die Franziskanischen Missionsschwestern Jesu.
Am 8. Dezember 1965 gründete Mutter María Berenice mit einer Gruppe junger Männer, die unter Straßenkindern und Jungen in Gefängnissen und Erziehungsanstalten arbeiteten, in Fontibón, einem Stadtteil von Bogotá, die Bruderschaft Domus Dei. Unterstützt wurde sie dabei erneut vom Apostolischen Nuntius in Kolumbien, Giuseppe Paupini.

### Ihre letzten Jahre und ihr Tod
Mutter María Berenice hatte zeitlebens gesundheitliche Probleme. In den letzten 14 Jahren ihres Lebens verschlechterte sich ihr Gesundheitszustand so sehr, dass sie bettlägerig wurde. 4 Jahre lang raubte ihr die Parkinson-Krankheit auch die Stimme. In dieser Zeit konnte sie nur noch ihr Apostolat des Lächelns, der Freundlichkeit und der Hingabe ausüben.
Mutter María Berenice starb am 25. Juli 1993, kurz nach dem 50. Jahrestag der diözesanen Anerkennung ihrer Gründung. Sie starb im Kreise ihrer Mitschwestern. Die kolumbianische Presse verbreitete sofort die Nachricht von ihrem Tod. 3 Tage lang wurde ihr Leichnam in der Kapelle des Mutterhauses aufgebahrt. Nach dem Requiem am 28. Juli wurde Mutter María Berenice in der Krypta des Mutterhauses beigesetzt.

## Seligsprechung
Mutter María Berenice starb im Ruf der Heiligkeit. Aus diesem Grund beantragten die Kleinen Schwestern von der Verkündigung die Eröffnung des Seligsprechungsprozesses. Dazu erhielten sie am 12. Oktober 2001 von der Kurie das Nihil obstat. Die diözesane Untersuchung fand vom 23. Mai 2002 bis zum 23. Oktober 2003 in Medellín statt. Dieser diözesane Prozess wurde am 26. August 2005 von der Kongregation für die Selig- und Heiligsprechungsprozesse anerkannt. Die Positio super virtutibus wurde 2009 vorgelegt. Am 12. Februar 2019 verlieh Papst Franziskus ihr den Titel „Ehrwürdige Dienerin Gottes“ en. Am 13. Oktober 2021 genehmigte er das Dekret, mit dem die Genesung eines jungen Mannes als ein auf die Fürsprache von Mutter María Berenice geschehenes Wunder anerkannt wurde. Die Seligsprechung erfolgte am 29. Oktober 2022 durch Kardinal Marcello Semeraro in der Kathedrale von Medellín.

## Gedenktag
Ihr Gedenktag in der Liturgie der Kirche ist der 24. Juli, der Tag vor ihrem Tod, da an diesem Tag das Fest des Apostels Jakobus des Älteren gefeiert wird.